# Línguas Volta–Níger
A família de línguas Volta–Níger, também conhecida como Benue Ocidental–Congo ou Cuá Leste, é um dos ramos de línguas da família Níger–Congo, com talvez 50 milhões de falantes. Entre estas estão as línguas mais importantes da Nigéria, Benim, Togo, e do sudeste de Gana: iorubá, ibo, Bini, fon, e jeje.
Essas línguas foram colocadas de forma variada nas famílias cuá ou línguas benue-congo), mas Williamson & Blench (2000) separam-nas de ambas. As fronteiras entre os vários ramos de Volta-Níger são bastante vagas, sugerindo a diversificação de um dialeto contínuo, em vez de uma clara divisão de famílias

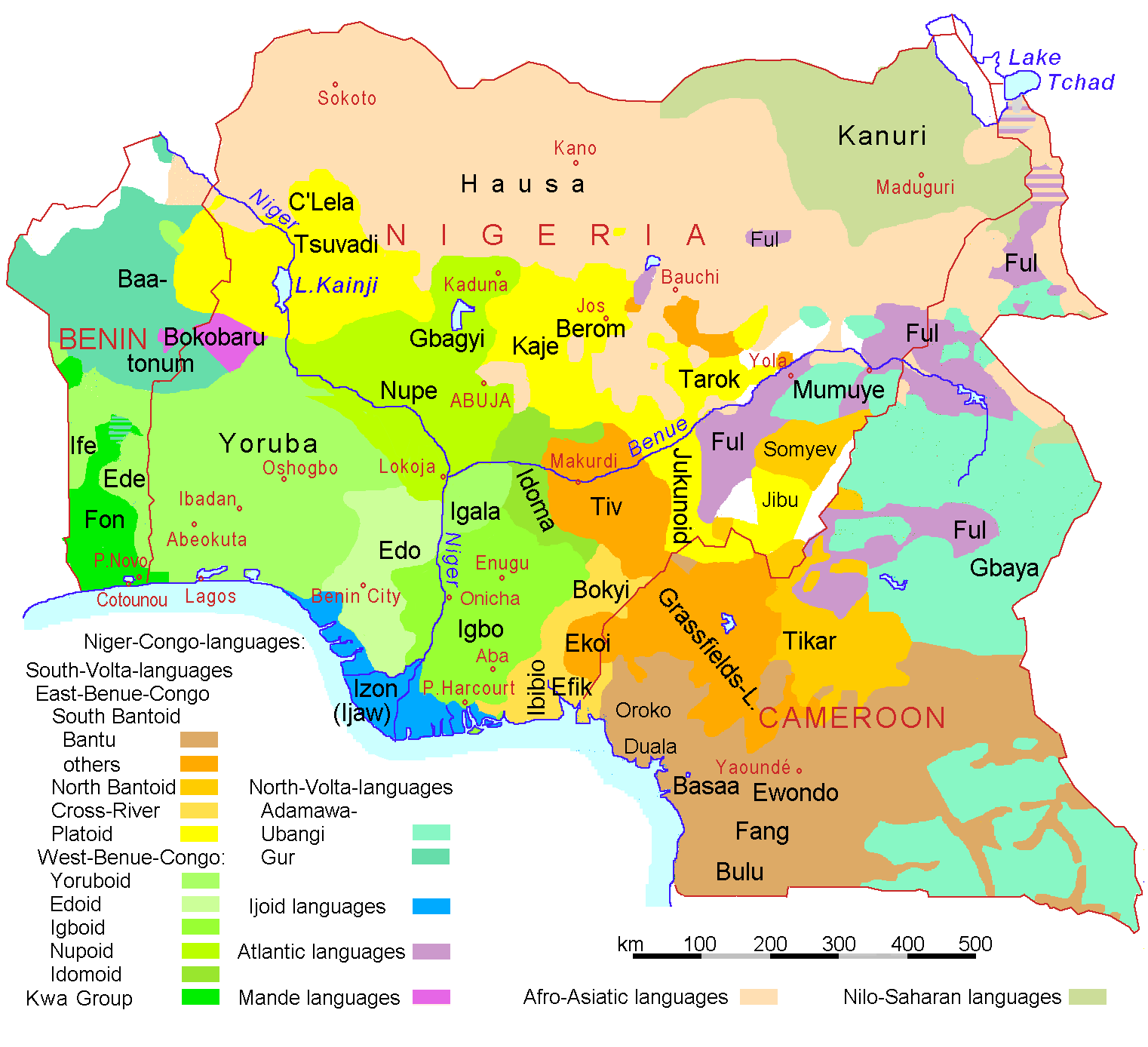
Mapa das línguas da África ocidental

Os grupos constituintes da família Volta-Níger, juntamente com as línguas mais importantes em termos de número de falantes, são os seguintes (com número de línguas para cada ramo entre parênteses):
|  | ioruboides (15: Igala [1 milhão], Iorubá [22 milhões]) |
|  |                                                        |
|  | Edoides (27: Edo [Bini, 1 milhão])                     |
|  |                                                        |
|  | Arigidi (1)                                            |
|  |                                                        |
|  | iboides (7: Ibo [18 milhões])                          |
|  |                                                        |

|  | Nupoides (12: Ebira [1 milhão], Nupé [1 milhão]) |
|  |                                                  |
|  | Oko (1)                                          |
|  |                                                  |
|  | Idomoides (9: Idoma [600,000])                   |
|  |                                                  |

|  | ioruboides (15: Igala [1 milhão], Iorubá [22 milhões]) |
|  |                                                        |
|  | Edoides (27: Edo [Bini, 1 milhão])                     |
|  |                                                        |
|  | Arigidi (1)                                            |
|  |                                                        |
|  | iboides (7: Ibo [18 milhões])                          |
|  |                                                        |

|  | Nupoides (12: Ebira [1 milhão], Nupé [1 milhão]) |
|  |                                                  |
|  | Oko (1)                                          |
|  |                                                  |
|  | Idomoides (9: Idoma [600,000])                   |
|  |                                                  |

As línguas ioruboides e arigidi foram ligadas uma vez como o ramo defoide, mas mais recentemente, edoides e iboides foram sugeridos para ser ramos primários como ainda um grupo sem nome, muitas vezes abreviado yeai. Similarmente, Oko, nupoides, e idomoides são agrupados frequentemente sob o acrônimo noi. Ukaan É uma língua Atlântico-Congo, mas não está claro se pertence à família Volta-Niger; Blench suspeita que está mais perto de Benue-Congo.